# حمام علیا بابا حیدر
حمام علیا بابا حیدر مربوط به دوره قاجار است و در شهرستان فارسان، بخش مرکزی، شهر بابا حیدر، خیابان حیدر ابن مالک واقع شده و این اثر در تاریخ ۲۸ شهریور ۱۳۸۶ با شمارهٔ ثبت ۱۹۶۷۸ به‌عنوان یکی از آثار ملی ایران به ثبت رسیده است.